# رحلة النادي الأهلي المصري إلى فلسطين الانتدابية
زار النادي الأهلي فلسطين الانتدابية بين 26 أغسطس و7 سبتمبر في عام 1943. شارك الفريق تحت اسم نجوم القاهرة لأن الزيارة كانت ضد قرار الاتحاد المصري لكرة القدم. لعب الفريق الزائر خمس مباريات ثلاث منها ضد الفريق اليهودي بيتار تل أبيب، حيث خسر المباراة الأولى 1–3، ثم فاز في المبارة الثاني 2–0، وخسر في الثالثة بنتيجة 4–1، ولعب مبارتان ضد فرق عربية. مباراة أمام فريق من القدس، وفاز عليه 4–2، ومبارة أمام فريق من حيفا، وفاز عليه 4–0.
قبل مباراة الأهلي الأولى ضد بيتار تل أبيب، أبلغ الاتحاد المصري لكرة القدم الاتحاد فلسطين لكرة القدم أن زيارة الأهلي كانت ضد قراراته، وطالب بمنع أي مباراة ضد الأهلي. طلب الاتحاد فلسطين لكرة القدم من فريق بيتار تل أبيب عدم لعب المباراة، الذي قرر الاستمرار في المباراة المخطط لها في 28 أغسطس 1943. تم إيقاف بيتار تل أبيب عن جميع الأنشطة، مما أجبر الفريق على خسارة مباراة نصف نهائي الكأس ضد هبوعيل القدس، وفي أكتوبر 1943 تم تعليقه لمدة ستة أشهر، وإيقافه لمدة 12 شهرًا عن المباريات ضد الفرق الأجنبية وغرامة قدرها 50 جنيه فلسطيني.

## التاريخ

### قبل الرحلة
كتبت الأهرام في عددها الصادر في 30 أغسطس 1943 قرار الاتحاد المصري السابق بعدم سفر أي فرقة إلي الخارج في عام 1943، ونشرت جريدة المقطم في عددها الصادر في 15 أكتوبر 1943 الأسباب على لسان حسن رفعت باشا وكيل الاتحاد المصري لكرة القدم، وهي كالتالي: بسبب إلغاء رحلة الفريق المصري إلى تركيا، ولحفاظ على العلاقة مع اتحاد تركيا لكرة القدم.
وفي 9 يوليو 1943، طلبت بعض فرق فلسطين من النادي الأهلي اللعب 4 مباريات في فلسطين، فكتب محرر الأهرام التالي: «طلبت بعض أندية فلسطين من النادي الأهلي، السفر في هذا الصيف لاقامة أريع مباريات، ولم تتم المفاوضات بعد».

### الرحلة

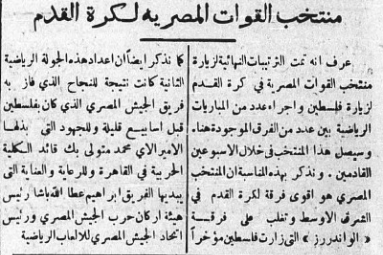
تغطية جريدة فلسطين لزيارة فريق الجيش المصري الثانية في عام 1943 في عدد 28 مايو 1943.

كانت زيارة النادي الأهلي الثانية لفرقة مصرية في ذلك العام لفلسطين الذي زار فلسطين مرتين في عام 1943، الأولى كانت لفريق الجيش المصري، الذي لم يخسر فريق الجيش المصري مباراة واحدة خلال زيارته فلسطين، فكتبت مجلة المنتدي الفلسطينية في عددها الصادر في 1 نوفمبر 1943 التالي: «وفي الأشهر الأخيرة زارانا فريق الجيش المصري الذي فاز في كل ميدان، ولم يخسر مباراة واحدة وتبعه النادي الأهلي الذي كانت رحلته موفقة كل التوفيق رغما عن شدة الحر وخصوصًا مبارتهم في القدس مع تل أبيب». ذكرت صحيفة الدفاع في عددها الصادر في 9 يونيو 1943، تكوين الفريق المصري من لاعبي الزمالك والأهلي والترسانة وقالت: «الفريق المصري الذي وصل يوم أمس يضم نخبة ممتازة من أشهر لاعبون من فرق فاروق والأهلي والترسانة ». وغطت صحيفة الدفاع في عددها الصادر في 11 يونيو 1943، غطت أول مباراة فاز بها فريق الجيش المصري لكرة القدم.
كما زارت فرقة إنجليزية تشكلت في مصر زارت فلسطين في نفس العام تحت اسم الوندررز، فكتبت عنها مجلة المنتدى الفلسطينية في عددها الصادر في 1 أبريل 1943 التالي: «فريق الوندررز في فلسطين. تألفت في مصر فرقة رياضية لكرة القدم عرفت باسم الجوالة فنازلت معظم الفرق المصرية وتغلبت عليها وتضم هذة الفرقة بعض مشاهير كرة القدم في بلاد الإنكليز ممن احترفوا اللعبة». نشر إعلان لمبارة الأهلي (البطل المصري) ضد بيتار تل أبيب بالعبرية قبل سفر الأهلي بالتحديد في 21 أغسطس 1943.

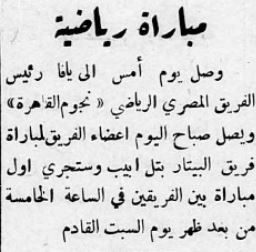
جريدة فلسطين في 27 أغسطس 1943.

سافر النادي الأهلي إلي فلسطين في يوم 26 أغسطس، فكتبت الأهرام في عددها الصادر في 27 أغسطس التالي: «سافر إلى فلسطين أمس عدد من لاعبي كرة القدم، للاشتراك في مباريات ودية بالقدس وتل أبيب»، كما غطت جريدة فلسطين وصول النادي الأهلي في عددها الصادر في 27 أغسطس 1943، وكتب محررها: «وصل يوم أمس إلى يافا الفريق المصري الرياضي (نجوم القاهرة)، ويصل صباح اليوم أعضاء الفريق لمباراة فريق البيتار بتل أبيب، وستجري أول مباراة بيت الفريقين الساعة الخامسة بعد ظهر يوم السبت القادم»، أعلنت عن أول مبارتان لنادي الأهلي في صحيفة فلسطين بوست اليهودية في عددها الصادر بتاريخ 27 أغسطس 1943، كالتالي: «مباراة كرة قدم دولية السبت 28 أغسطس الساعة 5 على ملعب مكابيه في تل أبيب نجوم القاهرة (النادي الأهلي الرياضي من القاهرة) ضد نادي بيتار تل أبيب. الخميس على ملعب جمعية الشبان المسيحية الساعة 5 نجوم القاهرة ضد نجوم القدس».

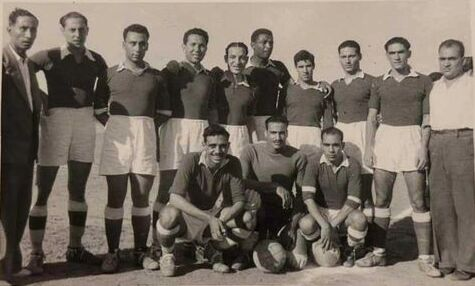
صورة لاعبي النادي الأهلي قبل مباراة بيتار تل أبيب في يوم 28 أغسطس 1943.

لعب النادي الأهلي ضد بيتار تل أبيب اللقاء يوم 28 أغسطس 1943، وغطت صحيفة فلسطين بوست اللقاء في عددها الصادر في 29 أغسطس، وكتبت: «بيتار تل أبيب يهزم النادي الأهلي الرياضي. شاهد اللقاء ما يزيد عن 10000 فوز بيتار تل أبيب على النادي الأهلي الرياضي من القاهرة  على ملعب مكابيه بنتيجة 3/1، بعد أن إنتهي الشوط الأول بهدف للأشئ». ونشرت صحيفة فلسطين بوست في عددها الصادر في 31 أغسطس ملخص المبارة، حيث ذكرت سجل محمد الجندي هدف الأهلى، وسجل لبيتار بانتز، وبوجنادف، وشبيجل.
في تلك الأثناء رأي الاتحاد المصري لكرة القدم شطب كل من سافر إلى فلسطين، فذكر ذلك في جريدة الأهرام في عددها الصادر في 30 أغسطس 1943 التالي: «رات لجنة اتحاد الكرة العليا، تطبيق ما قررته، من عدم السماح بسفر فرق الأندية للخارج هذا العام، على اللاعبين المقيدين بجداول الاتحاد، ونصت أن تكون عقوبة المخالف شطب اسمه ».

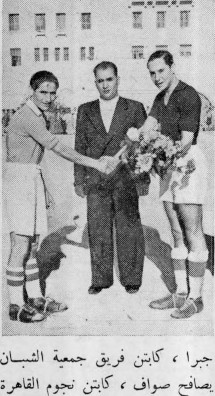
صورة أخذت في 31 أغسطس 1943، قبل مباراة الأهلي ومنتخب القدس.

ثم لعب النادي الأهلى ثاني مبارياته أمام منتخب القدس في يوم 31 أغسطس على ملعب جمعية الشبان المسيحية، وكتب محرر جريدة فلسطين في عدد 28 أغسطس التالي: «تجري في الخامسة مساءً من بعد ظهر يوم الثلاثاء القادم 31 الجاري على ملعب جمعية الشبان المسيحية مباراة دولية في كرة القدم بين فريق النادي الأهلي في القاهرة ومنتخب القدس»، وأعلن عن مباراة الأهلي ضد منتخب القدس في جريدة فلسطين يوم 31 أغسطس كالتالي: «اليوم لاول مرة في القدس مباراة دولية كبري في كرة القدم النادي الأهلي فريق مصر الأول ضد منتخب القدس على ملعب جمعية الشبان المسيحية بالقدس الساعة الخامسة التذاكر 110 ملات و220 ملا»، ووصف الإعلان النادي الأهلي كالتالي: «ان هذا الفريق لهو أقوي فريق مصري، وحائز على بطولة مصر وكأس جلالة الملك فاروق الأول (لأقوي فريق مصري في كرة القدم)، ويدير هذا الفريق اللاعب المصري الشهير السيد محمود مختار الملقب بالتتش كبتن مصر لكرة القدم، ومن أعضاء عذا الفريق أشهر اللاعبين المصريين، والذين سيلعبون بعد ظهر اليوم ضد منتخب القدس، مثل الجندي الاعب الشعير والمكاوي، والكسار، ورفعت، وأمين شعير، والصواف رئيس الفريق»، ثم أتبع الإعلان بالتالي: «لهذا ستكون اللعبة حماسية جدًا، وفنية للغاية وانها فرصة نادرة لمشاهدة هذا الفريق». فاز النادي الأهلي على منتخب القدس 4–2، وغطا محرر جريدة فلسطين اللقاء فكتب في عدد 2 سبتمبر، قكتب محررها التالي: «القدس في 31 آب - لمراسل فلسطين الخاص - شهد جمهور غفير في الساعة الخامسة من بعد ظهر اليوم مباراة كرة القدم الدولية التي جرت بين فريق النادي الأهلي في مصر ومنتخب القدس على ملعب جمعية الشبان المسيحية وقد اسفرت هذة المباراة عن فوز الفريق المصري باربع اصابات مقابل اصابتين نالهما منتخب القدس واظهر الفاريقان مهارة تامة في اللعب». سجل لأهلي محمد الجندي والصواف وحافظ ولم يعرف من سجل الهدف الرابع، وسجل لقدس لاعب من الأهلي في مرماه، وجبرا.
حدث خلاف رياضي بسبب لعب النادي الأهلي مع بيتار تل أبيب، حيث كان المباراة ضد قرار الاتحاد المصري لكرة القدم والاتحاد اليهودي، وضرب نادي بيتار بطلب الاتحاد اليهودي عرض الحائض ولم يهتم به، فوصفت الحادثة جريدة الدفاع الفلسطينية في عددها الصادر في 1 سبتمبر 1943، فكتب محررها التالي: «وقع خلاف في كرة القدم بين الاتحاد الرياضي اليهودي في فلسطين وبين الاتحاد المصري فقد أرسل برقية قال فيها أنه منع الفرق المصرية من القيام بأية رحلة رياضية إلى الخارج  ولذلك فهو يمنع الاتحادات الرياضية في الخارج من مباراة أية فرقة مصرية إلى تل أبيب. طلب الاتحاد اليهودي من الفرق التابعة له ان تمتنع عن مباراتها ولكن فريق البيتار لم يهتم بهذا فقرر الاتحاد اليهودي تقديمه للمحاكمة الرياضية واصر فريق البيتار علي اللعب مع الفرقة المصرية في عدة مباريات أخري فزاد ذلك في غضب الاتحادين المصري واليهودي وينتظر أن تسفر هذه الحادثة عن جفوة شديدة بين الاتحادين». كما نشرت الأهرام ما كانوا يخشوه، فكتب محررها في عدد 1 سبتمبر 1943: «وقع ما كنا نخشاه من اشتراك من سافروا من لاعبي كرة القدم إلى فلسطين في المباريات. فقد تباروا يوم الأحد الماضي مع نادي البيطار من أندية اتحاد فلسطين، ولذا انتقلت المشكلة إلى محيط الاتحادين في حدود القانون الدولى، باعتبارهما وحدتين دوليتين إلى جانب ضرورة تطبيق قرار الاتحادين على اللاعبين».

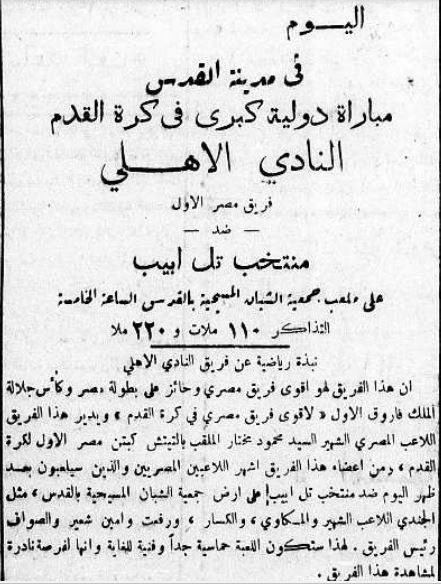
إعلان مباراة الأهلي وبيتار تل أبيب الثانية، في جريدة الدفاع الفلسطنية في 2 سبتمبر 1943.

لعب الأهلي المباراة الثانية ضد بيتار تل أبيب في بوم 2 سبتمبر 1943، فأعلن عن المبارة في جريدة الدفاع في عددها الصادر في 2 سبتمبر 1943، كالتالي: «اليوم في مدينة القدس مباراة دولية كبري في كرة القدم النادي الأهلي فريق مصر الأول ضد منتخب تل أبيب على ملعب جمعية الشبان المسيحية بالقدس الساعة الخامسة التذاكر 110 ملات و220 ملا»، أنتهت المبارة هذه المرة بفوز الأهلي بنتيجة 2–0، وغطت جريدة فلسطين اللقاء في عددها الصادر في 4 سبتمبر، فكتب محررها التالي: «تغلب فريق الأهلي في مصر على منتخب تل أبيب في مبارة كرة القدم الدولية التي جرت بعد ظهر يوم الخميس على ملعب جمعية الشبان المسيحية فقد نأل الفريق المصري اصابتيمن مقابل لا شئ». كما كما ووصفت صحيفة فلسطين بوست اللقاء في عددها الصادر في 3 سبتمبر 1943، وكتبت أحرز أهداف الأهلي مكاوي ويوم تيف في مرماه. وصفت جريدة فلسطين بوست الرحلة في عدد 5 سبتمبر، وكتبت التالي: «لم تكن جولة فريق نجوم القاهرة بحاجة إلى الاشهار، فقد كانوا معروفين جدًا، ولكن القليل من القلق حدث بشأن الألعاب التي لعبت دون مباركة الاتحادات المختطة، كان ذلك كافياً لتحويل جولة عادية إلى جولة ذات نجاح هائل. (كان الجميع حريصًا على رؤية الفريق الذي خلق النجاح. حضر أكثر من 7000 مشجع في ملعب جمعية الشبان المسيحية لمشاهدة السائحين. وهم يستعيدون ثقتهم بالفوز على بيتار تل أبيب بهدفين دون مقابل. لقد خسروا في تل أبيب بثلاثة أهداف مقابل هدف واحد. كانت مباراة رائعة. لعب حامل كأس فلسطين بشكل جيد بسبب سمعتهم الكبيرة، في حين قدم الزائرون مباراة جيدة تتماشى مع المستوى العالي لأفضل فريق مصري. اجتذبت المباريات ما يقرب من 25000 مشجع لمشاهدتها.  وهذا يدلل بشكل جيد عن الشعبية». ثم وصفت الجريدة المباراة كالتالي: «عززت التغييرات في تشكيلة المصريين على أدئهم. فأسعدوا الجماهير بأدائهم الرائع، ولعبهم الذكي. لعب بيتار في الشوط الأول لعب دفاعي، ولم يتمكن حاملو الكأس من تبني أسلوبهم المعتاد. أرسل مكاوي مهاجم وسط القاهرة فريقه في المقدمة بهدف كبير بعد تمريرة ماهرة من البشبيشي في الدقيقة العاشرة. استمروا في الهجوم ، وسددوا الكرات على المرمي، وبعضها اتجه بعيدًا. بيتار كان لديه كرات هجومية وكادوا أن يسجلوا من أحدهم.، ركلة حرة من بوجدانوف ذهبت إلى فيرميس، فتصدى لتسديدته بشكل جيد تاج حارس المرمى المصري. ولسوء حظ يوم توف وضع الكرة في مرماه في الدقيقة 30 ، كانت المباراة جيدة وفاز بها الزائرون. منذ ذلك الحين وحتى الاستراحة، سيطر المصريون على المباراة، والكرات القليلة التي قدمها بيتار سيطر عليها الدفاع». وكانت تشكيلة نجوم القاهرة تتكون من: تاج (حارس مرمي)، وكامل عطية، وأمين شعير، حسين الفار، ومصطفي علواني الكسار، وصلاح عثمان، وأنور البشيبشي، ومحمد الجندي، وأحمد مكاوي، وصالح الصواف، ومحمود رأفت. وتشكيلة البيتار: مزراحي، بانتز، يوم توف، رابينوفتز، ديفيد، زيلفاندزي، بوجنادف، شبيجل، فوخو، فيرميز. ثم نزل في المبارة روزنزويج وجامباش بديشونور وديفيد.
كما كتب إبراهيم علام جهينة في الأهرام في نفس يوم المبارة الثانية لأهلي ضد بيتار، أن اللاعبين تحدوا قرار الاتحاد المصري، كما كتب أن المباريات الدولية يجب أن يسودها القانون الدولي، وأن الاتحاد ينظم اللعبة على أساس ليس منه أن تظهر في مصر فرق غير تابعة لأندية القتر.
لعب الأهلي مرة أخرى مع بيتار تل أبيب في 5 سبتمبر 1943، وكتبت جريدة فلسطين بوست في عددها الصادر في يوم 5 سبتمبر 1943، الاتي: «اليوم الأحد سيلتقي المصريون بفريق بيتار على ملعب المكاببه بتل أبيب في مبارة ثالثة»، وفاز بيتار تل أبيب على النادي الأهلي 4–1 على ملعب مكابيه بتل أبيب، كانت جريدة فلسطين بوست نشرت النتيجة في عددها الصادر في 6 سبتمبر 1943، كان الشوط الأول من المبارة أنتهي بنتيجة 2–0 لبيتار.

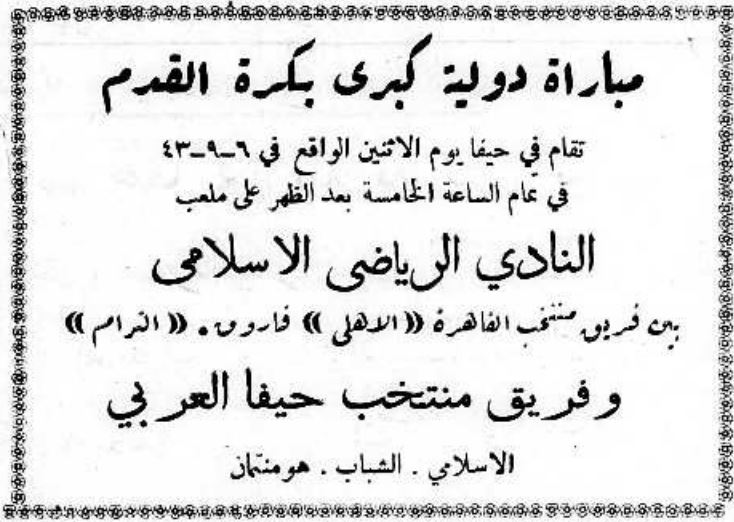
إعلان مبارة الأهلي ومنتخب حيفا في جريدة فلسطين في 5 سبتمبر 1943.

أعلن عن آخر مباراة لنادي الأهلي ضد منتب حيفا العربي في جريدة فلسطين في عددها الصادر في 5 سبتمبر، كالتالي: «مبارة دولية كبري بكرة القدم  تقام في حيفا يوم الأثنين الواقع في 6/9/43 في تمام الساعة الخامسة بعد الظهر على ملعب النادي الرياضي الاسلامي بين فريق منتخب القاهرة (الأهلي، فاروق، الترام)، وفريق منتخب حيفا العربي (الاسلامي والشباب وهومنتمان)»، ففاز الأهلي في آخر مباراة ضد منتخب حيفا 4–0، فكتب محررها التالي: «منتخب القاهرة يتغلب على منتخب حيفا. حيفا في 6 أيلول - لمراسل فلسطين الخاص - أنتهت المباراة التي جرت في الساعة الخامسة والدقيقة 30 من بعد ظهر اليوم على ملعب النادي الرياضي الاسلامي بين منتخب القاهرة ومنتخب حيفا العربي بان فاز فريق القاهرة باربع اصابات ضد لا شئ وشهد المباراة عدد كبير من المشاهدين وفي التاسعة مساءً اقام منتخب حيفا حفلة شاي على شرف الضيوف في مقر النادي الرياضي الاسلامي حضرها جمهور من المدعوين وتكلم بعض الخطباء محليين. ويغادر حيفا فريق القاهرة غدًا صباحًا إلى مصر». ذكرت فلسطين بوست في عددها الصادر في 8 سبتمبر 1943 ملخص المبارة سجل الأهلي هدف وحيد في الشوط الأول من ركلة جزاء، ثم سجل الأهلي ثلاثة أهداف أخري.
وفي نهاية الزيارة زار النادي الأهلي جريدة فلسطين، فكتب محررها في عدد 7 سبتمبر: «شكر النادي الأهلي المصري لفلسطين العربية. زارنا في إدارة هذة الجريدة فريق النادي الأهلي فانسنا بلقائهم وقد طلبوا الينا ان نشكر بلسانهم جميع الهيئات الرياضية في البلاد لما لاقوه من حفاوة وتكريم وسيبقي النادي في فلسطين بضعة سنوات اخري يعيدون بعدها إلى مصر الحبيبة». وذكرت صحيفة فلسطين بوست في عددها الصادر في 8 سبتمبر 1943 دعوت النادي الأهلي لفريق بيتار تل أبيب لزيارة القاهرة: «سعد المصريون بمبارياتهم مع بيتار لأنهم دعوا الأخير لزيارة القاهرة، وكذلك حسم الاتحاد الفلسطيني لكرة القدم والاتحاد المصري سوء الفهم حول الجولة الحالية، وسيتم ترتيب الزيارة».

### بعد الرحلة
شطب الاتحاد المصري لكرة القدم جميع أفراد نجوم القاهرة الذين خالفوا قرار الاتحاد وهم: مختار التتش، وأمين شعير، وكامل عطية، ونعمان، وصلاح عثمان، وعلواني (الكسار)، وحسين الفار، وعلى عبد الهادي، ومنير حافظ، والجندي، ومكاوي، والصواف، ورأفت، وكامل سعود، ولبيب محمود، ومخيمص من النادي الأهلي، وأنور البشبيشي، ومحمد جميصه من نادي فاروق الأول (الزمالك)، و تاج الدين من سكة حديد طنطا.
ونشرت جريدة المقطم جلسة الاتحاد في4 أكتوبر 1943 لنظر في قرار الشطب في عددها الصادر في 8 أكتوبر 1943، ونص الجلسة كالتالي: «اجتمعت اللجنة العليا للاتحاد المصري لكرة القدم برئاسة سعادة الفريق محمد حيدر باشا وحضور أصحاب المعالي والسعادة فهمي ويصا بك وحسن رفعت باشا وأحمد فؤاد أنور بك ومحمد متولي بك وعبد الخالق صفوت بك وفؤاد شرين بك والاستاذ محمد مصطفي الحضري والاستاذ يوسف محمد وقررت اللجنة تنفيذ قرارها السابق  بشطب أفراد الفريق الذين سافروا إلى فلسطين رغم إنذار الاتحاد لهم لعدم السفر للعب هناك لظروف خاصة»، ودافع أحمد فؤاد أنور سكرتير الاتحاد المصري (المنتمي للنادي الأهلي) لتخفيف العقوبة دون فائدة. نشرت المقطم في عددها الصادر في 14 أكتوبر 1943 بحث النادي الأهلي الإنسحاب من دوري منطقة القاهرة بفريقه الأحمر والأبيض في جلسة النادي يوم 15 أكتوبر 1943.
نشرت جريدة المقطم كلمة حسن رفعت باشا وكيل الاتحاد المصري لكرة القدم في عددها الصادر في 15 أكتوبر 1943، وهي كالتالي: «ان من أغراض الاساسية حماية البلاد وسمعتها الرياضية في الداخل والخارج من الفوضي وسوء النظام وعدم احترام القوانين والقرارات التي تصدرها الهيئات التي تسيطر على اللعبة من حميع الوجوه وأن الاتحاد عندما أصدر قراره السابق كان ذلك في مركز دقيق لاضطراره الغاء رحلة الفريق المصري لتركيا فكان إلزمًا عليه ان يحافظ على علقته مع الاتحاد التركي فلا يسمح لاي فريق آخر بالسفر خارج القطر في الصيف المنصرم. فضلًا عن الأسباب الأخري التي أدت إلى إصدار ذلك القرار وقد فرضنا جدلًا ان الاتحاد قد جاوز الحدود وهو ما لم نعلم به.  في فرض عقوبات صارمة جدا فانه ليس من ابسط مبادئ النظم السليمة ان تاتي ثمة من الاعبين تخالف قرار الاتحاد وتتحداه وتتسبب في ضرر الأندية التابعة لها والاتحاد الفلسطيني أيضًا.  واللاعبون وغيرهم لايملكون حق إدارة الاتحاد ولا ان يتسألوا بطريقة التحدي عن مصدر القرارات التي يتخذها اتحاد اللعبة المسؤول: ثم أختتم كلمته بقوله إنه جاء بخطاب النادي الأهلي أنه يقوم بعمل تحقيق وتحريات دقيقة في أمر سفر بعض لاعبيه واشتراكهم في هذا الحادث. ومع ذلك الاتحاد أصدر قراره وان اللاعبين سافروا بعد ذلك وهم يعلمون به حق العلم ». ثم نشرت المقطم في عددها الصادر في 18 أكتوبر 1943 كلمة فؤاد أنور وكيل النادي الأهلي وسكرتيرا الاتحاد المصري، الذي أقر بموضوع مخالفة لاعبي النادي الأهلي، وطلب إيقاف اللاعبين مدة محدودة: «ان هولاء الاعبين أخطأوا كل الخطأ فقد خالفوا قرار الاتحاد ولم يحصلوا على تصريح من النادي التابعين له ولا يمكن لاي مخلوق ان يدافع عنهم. وانما توقيع عقوبة ابدية وشطب أربعة عشر لاعب من ناد واحد معناه القضاء على الفريق الواحيد الممثل لهذا النادي وانه قد يتعذر تكوين فريق آخر هذا العام والذي بدء. كما ان اغلب هؤلاء اللاعبين من الشبان والناشئين وحرمانهم من مزاولة اللعبة التي يهوونها سيؤدي حتمًا إلى القضاء على مستقبلهم الرياضي. وعقوبة الشطب هي أقصي عقوبة يصدرها الاتحاد والنادي الأهلي يطمع في عدم تطبيقها بحذيفرها. هذا فضلا عن القضاء عن نادي من أكبر أندية الاتحاد لمدة 4 سنوات أو ما يزيد قد يؤثر في صميم اللعبة وفي المنافسة الشديدة بين الأندية، كما يحرم عددا لا باس بيه من اللاعبين البارزين. ثم ختم دفاعه ان النادي الأهلي لم يطلب إرسال كتابه الأخير غير الالتماس بطلب تخفيف العقوبة الشديدة وانه يرى لكل هذه الأسباب الأكتفاء بوقف هؤلاء اللاعبين لمدة محدودة».
نشرت جريدة المقطم في عددها الصادر في 28 أكتوبر 1943 مقال تحت عنوان القاضى الرحيم لأستاذ محمود عبد العزيز مساعد مدير أعمال الشئون القروية لمحاولة تخفيف القرار، وقال أن هولاء الاعبين خالفوا قرار الاتحاد مدفوعين باسباب ظنوها وجيهة، وأن مصر ستحرم من هولاء الاعبين.
وفي 19 أبريل 1943 نشرت جريدة المقطم قرار الاتحاد المصري لكرة القدم الصار في 18 أبريل بالعفو عن جميع اللاعبين، وهو كالتالي: «قررت اللجنة العليا في اجتماع أمس العفو عن فريق نجوم القاهرة المشطوب وهم من النادي الأهلي وسيشتركون في مباريات كأس الملك فاروق». كما غطت المقطم كتاب أحمد حسنين باشا رئيس النادي الأهلي إلى محمد حيدر باشا رئيس الاتحاد المصري الذي حل المشكلة في عددها الصادر في 1 مايو 1944، فكتب محررها التالي: «كان لكتاب أحمد حسنين باشا رئيس النادي الأهلي إلى محمد حيدر رئيس اتحاد كرة القدم تاثير كبير في العفو عن نجوم القاهرة المفصولين لما حواه الكتاب من الروح العالية مما كان له أحسن التاثير في نفوس أعضاء اللجنة العليا».
وذكرت الأهرام في عددها الصادر في 23 أبريل 1943 اشتراك النادي الأهلي بفريقه الكامل لأول مرة بعد أزمة رحلة فلسطين في إثناء تغطيتها مباراة الأهلي وجنيفا البريطاني: «تقام اليوم الأحد مباراة كرة قدم بين فريق الأهلي الأحمر وفريق جنيفا البريطاني على أرض النادي في الجزيرة الساعة الرابعة والنصف بعد الظهر وسيشترك النادي الأهلي بفريقه الأول كامل بعد أن أحتجب عن الملاعب طوال هذا الفصل». ونشر قرار الاتحاد المصري بمناصفة الأهلي والزمالك الكأس في نفس العدد، فكتبت الأهرام: «نظرا لعدم اقامة المباراة النهائية لكأس الملك في كرة القدم في الفصل الماضي بسبب الأزمة المعروفة، والتي أنتهت بالعفو عن اللاعبين، ولفوات الوقت، وضرورة إقامة مسابقة هذا العام قرر الاتحاد اعتبار هذه الكأس في حيازة النادي الأهلي في النصف الأول من هذا العام وحيازة نادي فاروق في النصف الثاني من العام».
وفي 20 مايو 1944 ذكرت جريدة المقطم أن الأهلي فاز في نصف نهائي كأس الملك على نادي سكة الحديد بنتيجة 4-0، سجل هاتريك الاعب المكاوي، وهو من اللعيبة التي تم إيقافهم بعد رحلة فلسطين.

## أخطاء تاريخية
ظهرت أغنية لألتراس أهلاوي في عام 2013 تحت اسم أساطير الأهلي حصلت عل أكثر من مليون مشاهدة نصت على: «مختار التتش حارب الملك سفرنا لفلسطين»، لكن في نفس وقت زيارة الأهلي، كتبت مجلة المنتدي الفلسطينية في عددها الصادر في 1 سبتمبر 1943 عن زيارة ولي عهد المملكة المصرية لفلسطين لمتابعة تتطوير المسجد الأقصي التالي: «وكان لزيارة صاحب السمو الملكي  الأمير محمد علي توفيق ولي عهد المملكة المصرية، أثر في هذة البلاد إذا تبرع بمبلغ كبير من المال لعمارة المسجد، وأشار بوضع مشروع لتنظيم ساحة المسجد وتجميلها»، وشارك في تتطوير المسجد الأقصي مهندسين مصريين في تلك الفترة وهم: محمود أحمد باشا، ومحمد نافع بك، وعبد الفتاح حلمي بك، ومحمد مهدي بك، وعباس أفندي بدر، وحسن أفندي توفيق، ومحمد أفندي حسن توفيق، والمقاول محمود الحبال. كما زارت الملكة نازلي فلسطين في يناير 1943، كما نصت جريدة الدفاع في عددها الصادر في 3 يناير 1943. وذكرت الدفاع في عددها الصادر 15 يونيو 1943 في تبرع الملكة نازلي والأميرة فايزة بنت فؤاد الأول، وفتحية بنت فؤاد الأول، وفائقة بنت فؤاد الأول بمبلغ 3 ألاف جنية فلسطيني للمؤسسات والجمعيات الخيرية. واستمرت زيارة الملكة نازلي في فلسطين إلى 7 يوليو 1943، فغطت صحيفة الدفاع عودتها هي والأميرات باستخدام قطار ملكي خاص، كما أستقبلها الملك فاروق في القاهرة بعد عودتها من القدس كما نصت جريدة فلسطين في عددها الصادر في 8 يونيو 1943. وسافر رئيس النادي الأهلي ورئيس الديوان الملكي أحمد حسنين باشا لمرافقة الملكة نازلي في 7 يونيو 1943، لمرافقة الملكة نازلي. ثم ذكرت صحيفة فلسطين سفر أحمد حسنين باشا لمرافقة الملكة في العودة في عددها الصادر في 7 يوليو 1943. كما سافر رئيس مجلس الوزاء المصري مصطفى النحاس فلسطين قبل زيارة الأهلي، وغطت مجلة المنتدي الفلسطنية رحلته في عددها الصادر في 1 يوليو 1943، فكتبت التالي: «صاحب المقام الرفيع مصطفي النحاس باشا يزور فلسطين».
كما نصت القصة سفر النادي الأهلي في فلسطين علي بعض الأخطاء على سبيل المثال في كتاب النادي الأهلي لحسن المستكاوي، أن الأهلي حصل على موافقة السفر من وزير الداخلية إلا أن حيدر باشا رئيس الاتحاد ووزير الحربية حصل على هذة الموافقة ومزقها، ولكن الحقيقة أن حيدر باشا لم يكن وزير للحربية، كان وزير الحربية المصري في ذلك الوقت كان أحمد حمدي سيف النصر باشا الذي تولى الوزارة في وزارة مصطفى النحاس باشا السادسة التي أستمرت من: 26 مايو 1942 حتى: 8 أكتوبر 1944، كما كانت الوزارة الحربية في تلك الفترة تسمي بوزارة الدفاع الوطني.
ومن الأخطاء التاريخية التي ذكرت في كتاب حكايات رياضية لكاتب عبد الرحمن فهمي الصادر عن دار أخبار اليوم في عام 1998 قال فيها كاشيشيان لعبده البقال وكتبها عبد الرحمن فوزي كيف تخونون العرب والقضية العربية في فلسطين، فكتب الاتي في الكتاب: «حطت طائرة كاشيشيان أرض المطار وكان منفعلًا أمام البقال وألقى في وجه بتساؤلات عدة من بينها: «كيف تخونون العرب والقضية العربية في فلسطين؟»، ولكن ليفون كاشيشان أتحكم عليه بالإعدام في الأردن بعد ذلك لانه كان جاسوس صهيوني، فنقل الحادثة الكاتب اللبناني أمين الأعور من كتاب عصابة الطاشناق في خدمة الاستعمار لكاتب يغيا نجاريان في مقالة نشرت في جريدة النداء اللبنانية في عددها الصادر في 15 فبراير 1959، التالي: «ليفون كاشيشيان: فلسطيني الأصل، كان خلال الحرب الفلسطينية مراسلا لوكالة يونايتد برس انترناشيونال في القدس ثم عين مديرا للوكالة في عمان. اعتقل كاشيشيان في الأردن كجاسوس صهيوني، وحوكم وصدرت بحقه عقوبة الإعدام، وقد خفضت عقوبة الإعدام إلى السجن المؤبد بعد تدخل السفارة البريطانية والمفوضية الأميركية كما إن الجهود التي بذلها جورج ماردكيان والأموال التي أنفقها في هذا السبيل أعطت ثمارها، فأصدر الملك عبد الله عفوا خاصا عن كاشيشيان وخفض عقوبة السجن المؤبد ثانية إلى الطرد النهائي من الأراضي الأردنية توجه كاشيشيان بعد طرده من الأردن إلى بيروت وأجرى اتصالات عديدة مع أسياده المستعمرين الذين أرسلوه إلى نيويورك حيث بدأ يراسل عددا من الصحف العربية والأجنبية منها الأهرام بالقاهرة والنصر بدمشق والعمل في الرباط ومرمرة في اسطنبول ولو سوار وأبيك في بيروت. إن ليفون كاشيشيان عضو في لجنة (تاكيم سيه) الطاشناقية. وعامل بارز في المخابرات الأميركية (أنتيليجانس إيجنس) وعميل مخلص لرؤساء المخابرات الأميركية الصهيونيين. ولكي ينجح في أداء مهامه يظهر نفسه كصديق مخلص للعرب، ليتمكن من التقاط معلومات وافية عن الشؤون العربية وتقديمها لأسياده المستعمرين والصهيونيين».
أيضًا من الأخطاء التاريخية التي كتبت في القصة التي ذكرت في كتاب حكايات رياضية سفر الاعب جعيصة من نادي الطيران إلى فلسطين، الحقيقة تقول أن الاعب كان لاعب في نادي فاروق (الزمالك)، وأصدر نادي الزمالك قرار بشطبه، هو والاعب البشبيشي، حيث ذكرت الأهرام التالي في عددها الصادر في 13 سبتمبر 1943: «شطب نادي فاروق أنور البشبيشي ومحمد جميصة من عدد فريق كرة القدم، لاشتراكهما مع الأفراد الذين سافروا إلى فلسطين». وذكر أن حسين الفار كان لاعب في الزمالك، والحقيقة غير ذلك أنه كان لاعب في الأهلي.
تنص قصة عبد الرحمن فهمي أنه الأهلي لعب أول مباراة في تل أبيب ضد أشهر أنديته، وكسب الأهلى بنتيجة 3-0، أثبت بأن هذا الكلام غير صحيح حيث نشرت جريدة فلسطين بوست النتيجة في 29 أغسطس 1943، حيث خسر الأهلي أول مباراة أمام بيتار تل أبيب 3-1.

## المباريات
جميع الأوقات بتوقيت فلسطين، القدس (ت ع م+2).
  فوز   خسارة
| 1 28 أغسطس 1943 | نجوم القاهرة (النادي الأهلي) | 1–3   | بيتار تل أبيب                       | تل أبيب، فلسطين الانتدابية        |
| 17:00           | محمد الجندي 67'              | تقرير | بوجنداف 29' · بانتز 74' · شبيجل 76' | الملعب: ملعب مكابيه الحضور: 10000 |

| 2 31 أغسطس 1943 | نجوم القاهرة (النادي الأهلي)   | 4–2   | منتخب القدس      | القدس، فلسطين الانتدابية                         |
| 17:00           | محمد الجندي · صواف · ؟؟ · حافظ | تقرير | ؟؟(هـ.ذ.) · جبرا | الملعب: ملعب جمعية الشبان المسيحيين الحضور: 5000 |

| 3 2 سبتمبر 1943 | نجوم القاهرة (النادي الأهلي) | 2–0   | بيتار تل أبيب | القدس، فلسطين الانتدابية                         |
|                 | مكاوي · يوم تيف(هـ.ذ.)       | تقرير |               | الملعب: ملعب جمعية الشبان المسيحيين الحضور: 7000 |

| 4 5 سبتمبر 1943 | نجوم القاهرة (النادي الأهلي) | 1-4   | بيتار تل أبيب | تل أبيب، فلسطين الانتدابية |
|                 |                              | تقرير |               | الملعب: ملعب مكابيه        |

| 5 6 سبتمبر 1943 | نجوم القاهرة (النادي الأهلي) | 4–0   | منتخب حيفا العربي | حيفا، فلسطين الانتدابية              |
| 17:00           |                              | تقرير |                   | الملعب: ملعب النادي الرياضي الاسلامي |